# Precious Little Diamond
Singles de Fox the Fox
Flirting and Showing
(1983) I.C. Eyes
(1984)
Precious Little Diamond est une chanson du groupe néerlandais Fox the Fox, parue sur leur premier album In the Dark of the Nite. Elle est sortie en Europe en single en mars 1984, en tant que deuxième extrait de l'album.
Considéré un succès sans lendemain,, Precious Little Diamond est le plus grand succès commercial pour Fox the Fox, atteignant le top 20 en Allemagne, en France et aux Pays-Bas, et le top 40 en Belgique néerlandophone. Avec ce titre, le groupe Fox the Fox va faire le tour du monde des plateaux TV : en 1984, ce sera la consécration, le groupe participera à l'émission de télévision britannique Top of the Pops, et en 1986, il sera présent au MIDEM. 

## Liste des titres
Toutes les chansons sont écrites et composées par Berth Tamaela et Sylhouette Musmin.
| A. | Precious Little Diamond | 4:05 |
| B. | Man on the Run          | 3:55 |

| A. | Precious Little Diamond (Ben Liebrand 12" Mix) | 7:26 |
| B. | Man on the Run                                 | 3:55 |

## Accueil commercial
Precious Little Diamond obtient un succès commercial à travers plusieurs pays entre les années 1984 et 1986.
Dans le pays d'origine du groupe, les Pays-Bas, le single atteint en juin 1984 la 11e place du Nationale Hitparade (aujourd'hui Single Top 100) et la 14e place du Nederlandse Top 40. En Allemagne, le single entre dans le classement officiel en juillet 1984 et atteint la 5e place du classement, restant classé pendant vingt semaines. 
En France, le titre fait son entrée le 3 novembre 1984 à la 35e place lors de la création du premier classement du Top 50. Atteignant la 15e position lors de sa quatorzième semaine au classement, il restera classé dans le Top 50 pendant vingt-cinq semaines et devient le 57e disque le plus vendu de 1984,. 
Aux États-Unis, Precious Little Diamond se classe à partir du 25 janvier 1986 dans les classements dance et culmine à la 18e place du Hot Dance/Disco Chart.

## Classements
| Classement (1984-86)                     | Meilleure position |
| ---------------------------------------- | ------------------ |
| Allemagne de l'Ouest (Media Control)     | 5                  |
| Belgique (Flandre Ultratop 50 Singles)   | 38                 |
| États-Unis (Hot Dance/Disco)             | 18                 |
| États-Unis (Hot Dance 12" Singles Sales) | 24                 |
| France (SNEP)                            | 15                 |
| Italie (Musica e dischi)                 | 17                 |
| Pays-Bas (Nederlandse Top 40)            | 14                 |
| Pays-Bas (Single Top 100)                | 11                 |
| Royaume-Uni (UK Singles Chart)           | 86                 |

| Classement (2005)                     | Meilleure position |
| ------------------------------------- | ------------------ |
| Belgique (Flandre Ultratop 50 Dance)  | 30                 |
| Belgique (Wallonie Ultratop 50 Dance) | 30                 |
| Finlande (Suomen virallinen lista)    | 12                 |

| Classement (1984)         | Position |
| ------------------------- | -------- |
| Allemagne (Media Control) | 30       |
| France (SNEP)             | 57       |

## Historique de sortie
| Pays            | Date                   | Format        | Label | Réf. |
| --------------- | ---------------------- | ------------- | ----- | ---- |
| Pays-Bas Europe | mars 1984 octobre 1984 | 45 tours      | CBS   | ,    |
| Pays-Bas Europe | mars 1984 octobre 1984 | maxi 45 tours | CBS   | ,    |
| Royaume-Uni     | mars 1984 octobre 1984 | 45 tours      | Epic  | ,    |
| Australie       | septembre 1985         | 45 tours      | CBS   | ,    |
| États-Unis      | janvier 1986           | 45 tours      | Epic  | ,    |

## Reprises et adaptations
En 2005, un remix de la chanson est sorti par le groupe PLD. Cette version se classe dans les hit-parades en Finlande et en Belgique dans l'Ultratop 30 Dance.
En 2013, le chanteur canadien The Weeknd adapte et échantillonne une grande partie de Precious Little Diamond dans sa chanson Wanderlust de son album Kiss Land.